# Пагпа-Гомпа
Пагпа-Гомпа (либо Пагва-Гомпа, англ. Kyirong Pakba Monastery) — буддийский монастырь школы гелуг, расположенный близ деревни Гьиронг (округ Шигадзе, Тибет).
До вторжения Китая в Тибет монастырь являлся одним из важнейших в регионе. Он был особо знаменит своей статуей «Джово Кьиронга», одной из старейших и наиболее почитаемых в стране (была вывезена в Индию после восстания 1959 года и ныне находится в резиденции Далай-ламы в Дхарамсале).
После захвата Тибета Китаем монастырь сохранился, однако его внутреннее убранство было уничтожено. Согласно туристским сайтам, в настоящее время монастырь восстановлен, функционирует — в нём живут несколько монахов. 

## Описание
В начале 1945 года монастырь был зарисован и более-менее подробно описан Петером Ауфшнайтером, который считал его храм единственной на весь Тибет постройкой в непальском «пагодном» стиле:
Наружные стены монастыря были покрыты новой росписью, изображающей Лхасу, монастыри Ганден, Самье, Ташилунпо и место паломничества Цари в Южном Тибете. Над главным входом в монастырь имелась надпись следующего содержания: «Кто войдет в эту дверь, очистится от грехов, накопленных за тысячу жизней».
Храм был увенчан золотой остроконечной башенкой с драгоценным камнем; ещё один такой камень находился в основании верхней башни. Два верхних этажа были украшены орнаментом и изображениями, средний этаж без каких-либо росписей. На первом этаже был установлен один из двух больших колоколов, в который звонили утром с первым криком петуха и вечером — сразу после наступления темноты. В пространстве за колоколом размещались молитвенные барабаны и камни мани (в создании стены мани в течение нескольких месяцев участвовало все население района). Далее шла дверь, притолока которой была целиком покрыта орнаментом; справа от двери находились ещё несколько молитвенных барабанов и второй колокол.
На углу с одной стороны храма был установлен столб с большим молитвенным флагом; у его основания была сделана клумба — несколько камней со стоящими на них цветочными горшками.
С другой стороны был установлен обелиск без каких-либо надписей. За ним располагались кельи монахов и жильё настоятеля. Справа и слева за зданием монастыря находилась ивовая роща.